# Leptopelis boulengeri
Espèce
Synonymes
- Hylambates rufus var. boulengeri Werner, 1898
- Leptopelis poensis Ahl, 1929
- Leptopelis violescens Ahl, 1929
- Leptopelis flaviventer Ahl, 1929

Statut de conservation UICN

 LC  : Préoccupation mineure
Leptopelis boulengeri est une espèce d'amphibiens de la famille des Arthroleptidae.

## Répartition
Cette espèce se rencontre dans le sud-est du Nigeria, au Cameroun, en Guinée équatoriale, au Gabon, au Congo-Brazzaville et dans l'extrême Ouest du Congo-Kinshasa.
Sa présence est incertaine en Centrafrique et au Cabinda.

## Description
Les mâles mesurent de 37 à 48 mm et les femelles de 60 à 81 mm.

## Étymologie
Cette espèce est nommée en l'honneur de George Albert Boulenger.

## Publication originale
- Werner, 1898 : Über Reptilien und Batrachier aus Togoland, Kamerun und Tunis aus dem kgl. Museum für Naturkunde in Berlin. Verhandlungen der Kaiserlich-Königlichen Zoologisch-Botanischen Gesellschaft in Wien, vol. 48, p. 191-213 (texte intégral).